# Powellville
Powellville es un lugar designado por el censo ubicado en el condado de Wicomico en el estado estadounidense de Maryland. En el Censo de 2010 tenía una población de 189 habitantes y una densidad poblacional de 48,81 personas por km².

## Geografía
Powellville se encuentra ubicado en las coordenadas 38°19′53″N 75°22′44″O / 38.33139, -75.37889. Según la Oficina del Censo de los Estados Unidos, Powellville tiene una superficie total de 3.87 km², de la cual 3.84 km² corresponden a tierra firme y (0.87%) 0.03 km² es agua.

## Demografía
Según el censo de 2010, había 189 personas residiendo en Powellville. La densidad de población era de 48,81 hab./km². De los 189 habitantes, Powellville estaba compuesto por el 97.88% blancos, el 0% eran afroamericanos, el 0% eran amerindios, el 0% eran asiáticos, el 0% eran isleños del Pacífico, el 1.59% eran de otras razas y el 0.53% pertenecían a dos o más razas. Del total de la población el 2.65% eran hispanos o latinos de cualquier raza.